# 동종핵 분자
동종핵 분자(homonuclear molecule)는 구성하는 원소가 하나뿐인 분자를 말한다. 유한한 분자를 가진 홑원소 물질이다. 금속이나 다이아몬드, 붕소, 검은인, 흑연 등은 홑원소 물질이지만 동종핵 분자가 아니다.

## 같이 보기
- 화합물
- 이종핵 분자
- 홑원소 물질